# Zapoteco de Atepec
Zapoteco de Atepec (ISO 639-3: zaa; Sierra de Juárez Zapotec, Ixtlán Zapoteco), jedan od zapotečkih jezika kojim govori oko 4 000 Zapotec Indijanaca (1990) na sjeveru meksičke države Oaksaka. Svega 150 ih je monolingualnih. 
Jedan je od brojnih članova zapotečkog makrojezika [zap]. Pismo: latinica.

## Vanjske poveznice
- Ethnologue (14th)
- Ethnologue (15th)